# Heracles (Eurípides)
Heracles (Ηρακλής) o Heracles furioso (Ηρακλής μαινόμενος) es el título de una tragedia de Eurípides de datación controvertida. Suele fecharse en torno a los años 420-414 a. C.

## Personajes
- ANFITRIÓN: padrastro de Heracles.
- MÉGARA: esposa de Heracles.
- LICO: primero, regente de Tebas; y, después, usurpador del trono.
- HERACLES.
- IRIS: diosa mensajera.
- LISA: diosa que es personificación de la Demencia y del Furor.
- Un MENSAJERO.
- TESEO: amigo de Heracles, que lo sacó del Hades.
- Coro de ancianos.

## Argumento
Aprovechando la división entre tebanos, Lico se apodera de la ciudad y derroca al rey Creonte, que es hermano de Yocasta y ha regido la ciudad de Tebas tras la muerte de los hijos de Edipo. Lico, tras hacerse con el poder, intenta matar a la familia de Heracles: a su padrastro, Anfitrión, a su esposa, Mégara, y a sus tres hijos. 
Estos se refugian en los altares, mientras llega Heracles. El hecho de acogerse a los altares como suplicantes implica el deber de los ciudadanos de respetar su vida y su integridad. Lico se dispone a quemarlos, y en ese momento llega Heracles, que restablece el orden en la ciudad.
Después, Heracles enloquece por obra de Lisa, que es enviada por Iris, mandada esta por Hera.
En su locura, Heracles mata a su propia esposa y a sus propios hijos. Gracias a la intervención de Atenea, no alcanza a asesinar a su padrastro, Anfitrión. Una vez que toma conciencia de lo que ha hecho, Heracles decide suicidarse, pero Teseo, a quien salvó del Hades, lo convence para que desista y lo acompañe a Atenas. A Anfitrión le toca llevar a cabo las honras fúnebres por la esposa y por los hijos de Heracles.

## Estructura y características
Es una de las obras más criticadas de Eurípides por su estructura. Consta de tres partes muy diferenciadas: 
- 1.º La familia de Heracles.
- 2.º La locura de Heracles.
- 3.º La salvación de Teseo.

Estas tres partes no tienen una conexión muy clara entre sí, de ahí la crítica a Eurípides. Por otro lado, el fin de la obra, donde se recurre a Teseo para evitar que Heracles se suicide, se ha criticado por inconexa. Es una solución muy parecida a la del deus ex machina, típica de las tragedias griegas: un dios aparecía colgado de una máquina en el escenario para dar una solución, un tanto forzada, a la obra.
En la tradición, Heracles comete el crimen preso de la locura, y luego comienzan sus trabajos expiatorios, pero Eurípides invierte el orden en la tragedia, y es tras los trabajos cuando mata Heracles a su familia. 
En esta tragedia, Heracles aparece más humanizado, y Zeus aparece como cruel e ingrato. 
Eurípides hace decir a Anfitrión, dirigiéndose a Zeus: 

Yo, un mortal, te supero en valor a ti, un gran dios; pues yo no he abandonado a los hijos de Heracles. En cambio tú supiste encaminarte a escondidas apropiándote, sin que nadie te lo diera, de un lecho ajeno, y no sabes salvar a tus amigos. O eres un dios estúpido o eres injusto por naturaleza.